# گرابنشتتن
گرابنشتتن (به آلمانی: Grabenstetten) یک شهر در آلمان است که در Reutlingen واقع شده‌است. گرابنشتتن ۱٬۵۵۵ نفر جمعیت دارد.